# 奥利弗·鲍曼
奥利弗·鲍曼（德語：Oliver Baumann，1990年6月2日—）是一位德國足球運動員，司職門將，效力于德國足球甲級聯賽霍芬海姆及德國國家足球隊。

## 球會生涯

### 弗赖堡
奥利弗·鲍曼於2002年加入弗赖堡的青訓系統。2008年8月8日對斯圖加特踢球者的賽事中，他首次代表二隊上場，以0-0互交白卷完場。他首次代表一隊上場是在2009/10球季最後一輪主場對多特蒙德的賽事，最終球隊以3-1取勝。這場比賽後他成為了球會的首席定門員。2013/14賽季，鲍曼依舊是球隊首席守門員，參加了6場欧足联欧洲联赛賽事和所有德國盃賽事。在聯賽主場對漢堡的賽事中，鲍曼完成了個人「失誤帽子戲法」，漢堡球員憑他的失誤以3-0全取3分。鲍曼糟糕的表現沒有動搖到他的首席守門員地位，在下一場對紐倫堡賽事中更零封對手，球隊以3-0取得賽季首勝。鲍曼在弗赖堡一隊的四年生涯期間，共參加了131場聯賽。

### 霍芬海姆
2014年5月14日，鲍曼轉會霍芬海姆，簽約四年。

## 國家隊生涯
鲍曼曾代表德國U18至德國U21上場。在2008年首次代表U18上場一次，之後代表U19上場共7次。他在2010年代表德國U20上場2次。同年9月3日首次代表德國U21參加歐洲U-21足球錦標賽資格賽，該場比賽是對捷克U21。之後他入選了在以色列舉行的歐洲U-21足球錦標賽決賽週大軍名單，但只在對俄羅斯U21賽事中上場，以2-1取勝。

## 外部連結
- Soccerway資料庫：奥利弗·鲍曼
- Oliver Baumann （页面存档备份，存于） at worldfootball.net
- fussballdaten.de：Oliver Baumann之統計數據 （德文）